# Вреде, Гюнтер
Гюнтер Вреде (нем. Günther Wrede) 1900, Марбург, Гессен — 13 октября 1977, Оснабрюк, Нижняя Саксония) — немецкий историк и старший архивариус.

## Биография и научная деятельность

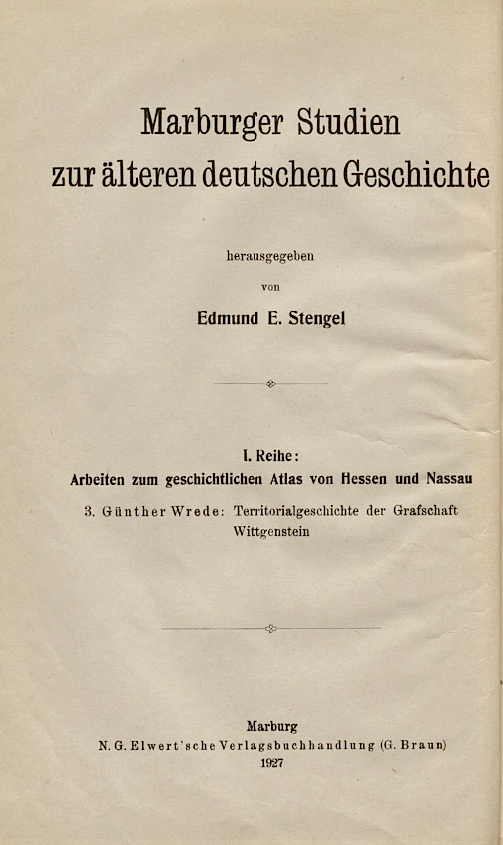
Титульный лист диссертации Вреде «Территориальная история графства Виттгенштайн»

Отто Людвиг Гюнтер Вреде родился 28 марта 1900 года в Марбурге и был вторым сыном профессора германистики и частного лектора Фердинанда Вреде и его жены Мальвины, урождённой Виммер.
После окончания гимназии Филиппинум (Philippinum) в Марбурге в 1918 году Вреде сначала начал изучать немецкую и классическую филологию в Марбурге и Тюбингене, но затем переключился на историю. Он вернулся в Марбург и завершал своё образование к 1925 году. В Марбурге его преподаватель, профессор средневековой истории и вспомогательных исторических наук Эдмунд Стенгель задал тон дальнейшей жизни Вреде, который в феврале 1925 года представил своё исследование «Территориальная история графства Виттгенштайн» в качестве диссертации и получил степень доктора философии на основе этой своей работы в Марбургском университете. Этот обширный исторический труд был опубликован в 1927 году и по сей день продолжает  оставаться «фундамент всех исторических работ по Виттгенштайнер-Ланд». После получения докторской степени Вреде оставался в Марбурге ассистентом Стенгеля до 1926 года.
Карьера Вреде как архивариуса началась с дополнительных архивных курсов в Секретном государственном архиве Берлина с апреля 1927 по август 1928 года. С октября 1928 года он работал в Мюнстерском государственном архиве (сначала помощником архивиста, в 1929 году ассистентом архива, в 1932 году собственно архивистом). 
В июле 1934 года Вреде перешёл в Марбургский государственный архив, где сыграл ключевую роль в перемещении архива из Марбургского замка в нынешнее здание архива, а в 1938 году создал проект современной структуры архива. 
В июне 1939 года Вреде был назначен в Государственный архив Оснабрюка сначала исполняющим обязанности директора, а с 1940 года - директором Государственного архива. В 1942–1944 и 1945–1946 годах он также был заместителем руководителя Государственного архива Ауриха. Вреде оставался в Оснабрюке в качестве директора государственного архива до выхода на пенсию в 1965 году.
Незадолго до своей смерти он завершил свою последнюю работу «Исторический справочник бывшего княжества-епископства Оснабрюк».

## Членство
- С 13 мая 1932 действительный член Исторической комиссии Вестфалии.
- С 1958 по 1969 год председатель Оснабрюкского общества истории и краеведения.

## Печатные работы
- 1927: «Территориальная история графства Виттгенштайн». Диссертация. Марбург, 1927 год.
 Диссертация Вреде была опубликована в феврале 2021 года Гессенским государственным управлением исторических региональных исследований в формате цифровой копии.[6] Университет прикладных наук Фульды создал атлас, связанный с этой работой, доступным в цифровом формате.[7]

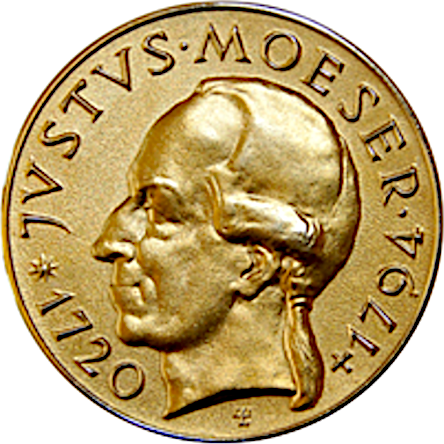
Медаль Юстуса Мёзера

- 1931: «Герцогская власть и территориальная политика Кёльна в Вестфалии». «Вестфалия», том 16, стр. 139–151. (нем.)
- 1931: «Дитрих фон Нием и монастырь Лемго». «Westfälische Zeitschrift», том 88, 1 (1931), стр. 186–195. (нем.)
- 1936: «Об исторических пространственных исследованиях на северо-западе Германии». «Исторический журнал», том 153 (1936), стр. 306–317. (нем.)
- 1935: «Границы Ноймарка 1319–1817». Грайфсвальд. Пеннерс, Теодор (обработка) (1975–1980). (нем.)
- 1975: «Исторический справочник бывшей княжеской епархии Оснабрюк», 3 тома, Хильдесхайм: Lax 1975. (нем.)

## Награды
- Медаль Юстуса Мёзера города Оснабрюк, 2 января 1961 года.[8]